# Escuela Superior de Bellas Artes Víctor Morey Peña
La Escuela Superior de Bellas Artes Víctor Morey Peña es una institución de carácter público-privado encargada del fomento y la promoción del arte de la amazonía peruana en general y del departamento de Loreto en particular, tiene su sede principal en la ciudad de Iquitos, Perú.

## Historia
Fue fundado en los años 1960 por personalidades del mundo del arte que habían desarrollado su carrera en Iquitos, el proyecto inicial también incluía una escuela de Música. El nombre se dio en honor a un reconocido pintor y poeta oriundo de la ciudad, su propia hija, Selva Morey, fungió como primera secretaria de la Escuela de Bellas Artes, mientras que Ángel Chávez López ocupó el puesto de director, aunque sus pinturas no llegaron a ser expuestas en la galería de arte de la escuela.
La institución también funciona como una hemeroteca en donde se guarda la historia del desarrollo de la pintura en la región amazónica.

## Enseñanza
La escuela graduaba a sus egresados con títulos profesionales reconocidos por el Estado peruano, las clases se dividían entre la «sección artística» y la «sección normal». También desarrolla actividades artístistica en las escuelas del área metropolitana de Iquitos.

## Rango técnico
Los títulos de la escuela son de rango técnico. En 2017 durante una reunión en las instalaciones de la Universidad Nacional de la Amazonía Peruana, el entonces presidente de la Comisión de Cultura y Patrimonio Cultural del Congreso de la República del Perú Francesco Petrozzi, hizo eco de «la carencia de rango universitario» de los títulos de la escuela, y que eso debe ser solucionado.